# SFFS
SFFS var en välkänd bluff- och skämtsajt, idag tillgänglig på archive.org. SFFS är en förkortning för Svensk-Finska Församlingen Sundsvall, en fundamentalistisk församling som uppgavs ha säte i Sundsvall. Sidan var välgjord och besannade människors fördomar mot frikyrkor. Den gav ett trovärdigt intryck för den som själv inte rör sig i dessa sammanhang: övertolkande av bibelcitat, moralpanik och tendentiösa tolkningar av händelser i tiden må vara något mera skruvade än högst autentiska amerikanska kyrkors sajter, men inte så mycket. Sajten har bland annat lyckats lura Sundsvalls Tidning och Svenska Dagbladet, som på första sidan tog avstånd från dess budskap.
Den som tvivlar på att sajten är bluff, kan notera att den inte innehöll några uppgifter om adress till gudstjänstlokal eller tider för gudstjänster. ISBN-koderna för de böcker som "salufördes" på sidan existerar inte eller hör till andra titlar.